# Fénay
Fénay  ist eine französische Gemeinde mit 1724 Einwohnern (Stand 1. Januar 2022) im Département Côte-d’Or in der Region Bourgogne-Franche-Comté. Sie gehört zum Arrondissement Dijon und zum Kanton Longvic.

## Geographie
Nachbargemeinden von Fénay sind Longvic im Norden, Ouges im Osten, Saulon-la-Chapelle im Südosten, Gevrey-Chambertin und Saulon-la-Rue im Süden, Fixin und Brochon im Südwesten, Perrigny-lès-Dijon im Westen, sowie Marsannay-la-Côte im Westen.

## Geschichte
Die Gemeinde Fénay wurde 1790 aus den Orten Fénay, Domois und Chevigny gebildet.

### Bevölkerungsentwicklung
| Jahr                       | 1962 | 1968 | 1975 | 1982 | 1990 | 1999 | 2011 | 2019 |
| Einwohner                  | 362  | 414  | 1068 | 1226 | 1346 | 1340 | 1582 | 1660 |
| Quellen: Cassini und INSEE |      |      |      |      |      |      |      |      |

## Sehenswürdigkeiten
- Kirche Saint-Martin (12. Jahrhundert, Monument historique)
- Fort de Beauregard (Fort Fauconnet, Ende des 19. Jahrhunderts)
- Clos de Domois, 1880, Waisenhaus